# Ihar Makarau
Ihar Viktaravič Makarau (in bielorusso Ігар Віктаравіч Макараў?; Kimry, 20 luglio 1979) è un judoka bielorusso.
Ha vinto la medaglia d'oro olimpica alle Olimpiadi 2004 di Atene nella categoria 100 kg.
Ha partecipato anche alle Olimpiadi 2012 classificandosi al quinto posto nella categoria 100 kg.
Inoltre ha vinto, in diverse categorie, una medaglia di bronzo mondiale (2003), una medaglia d'oro europea (2010), una medaglia d'argento europea (2007) e tre medaglie di bronzo europee (2002, 2003 e 2009).